# Terrorpakken
Antiterrorpakken blev vedtaget i Folketinget den 31. maj 2002. Den indeholdt en række lovændringer, der skulle hjælpe myndighederne til at forbygge terrorisme i Danmark og på internationalt plan.
Som reaktion på terrorangrebene mod USA den 11. september 2001 fremlagde SR-regeringen på opfordring fra USA en antiterrorpakke, som blev vedtaget den 31. maj 2002 under VK-regeringen. Pakken bestod af ændringer og tilføjelser i en række love, bl.a. straffeloven, retsplejeloven, våbenloven og udlændingeloven. Blandt de mere markante elementer i pakken var bl.a. terrorismeparagraffen hvor overtrædelse kan give straf op til fængsel på livstid, politiet fik mulighed for at lave flere hemmelige ransagninger på grundlag af en enkelt ransagningskendelse, og asylsøgere kan blive afvist og flygtninge sendt ud af landet, hvis PET vurderer, at de udgør en sikkerhedsrisiko for staten.
I 2006 blev antiterrorpakken udvidet og kaldes for terrorpakken.

## Antiterrorpakken 2002
Terrorpakken bestod af fire lovændringer:
- Lov nr. 422 af 6. juni 2002 – Lov om ændring af lov om forebyggende foranstaltninger mod hvidvaskning af penge,
- Lov nr. 387 af 6. juni 2002 – Lov om ændring af toldloven,
- Lov nr. 362 af 6. juni 2002 – Lov om ændring af udlændingeloven
- Lov nr. 378 af 6. juni 2002 – Lov om ændring af straffeloven, retsplejeloven, lov om konkurrence- og forbrugerforhold på telemarkedet, våbenloven, udleveringsloven samt lov om udlevering af lovovertrædere til Finland, Island, Norge og Sverige.

I kilden præsenteres de mest centrale elementer i lovpakken. § 114 i straffeloven (Lov nr. 378) blev også kaldt terrorismeparagraffen. Paragraffen definerer terrorisme og gør det strafbart at støtte terrorisme. Udover ændringerne i straffeloven indebar antiterrorpakken også nogle ændringer i retsplejeloven, bl.a. § 786 stk. 4-7 (Lov nr. 378), der pålægger tele- og internetudbydere at gemme oplysninger om kunder af hensyn til politiets efterforskning. Udarbejdelsen af antiterrorpakken skete i overensstemmelse med FN og EU’s resolutioner om bekæmpelse af terrorisme. Lovpakken er siden løbende blevet ændret.

## Terrorpakken 2006
Efter terrorangrebene i London i juli 2005 nedsatte regeringen en tværministeriel arbejdsgruppe, der fik til opgave at foretage en samlet gennemgang og vurdering af det danske samfunds indsats og beredskab over for terrorhandlinger. Arbejdsgruppen offentliggjorde sin rapport den 3. november 2005, hvor arbejdsgruppen bl.a. foreslog øget udveksling af oplysninger mellem PET og Forsvarets Efterretningstjeneste (FE), videre adgang til at indhente personoplysninger hos andre myndigheder, adgang til flypassagerlister, øgede efterforskningsmuligheder på teleområdet samt øget mulighed for TV-overvågning af centrale pladser og trafikknudepunkter mv.
På baggrund af arbejdsgruppens anbefalinger udarbejdede regeringen en handlingsplan for terrorbekæmpelse, som indeholdt en række initiativer i forhold til efterretningstjenesternes organisation, samarbejde og ressourcer, efterforskning af terror, udlændinges ophold i Danmark, det civile beredskab, dialog med de muslimske samfund og forskning. Efterfølgende blev der i 2006 bl.a. gennemført en række ændringer af straffeloven, retsplejeloven og forskellige andre love (antiterrorpakke II fremsat af justitsministeren i marts 2006 forslag til lov nr. 542 af 8. juni 2006 underskrevet af Margrethe R. samme sidstnævnte dato).

## Kritik
Terrorpakken er dog blevet stærkt kritiseret af flere politikere, bl.a. Birthe Rønn Hornbech og af flere jurister og strafferetseksperter som har kritiseret terrorpakken for at være for vidtgående og krænke borgernes retssikkerhed. Ligeledes har Amnesty International og organisationen Statewatch været kritiske.
Da den daværende VK-regering i 2006 sendte anti-terrorpakken i høring, mødte den kritik fra bl.a. Datatilsynet, Retspolitisk Forening, Advokatrådet, Forbrugerrådet, den liberale tænketank CEPOS og Institut for Menneskerettigheder. De advarede alle om, at lovforslagene trak Danmark i retning af et overvågningssamfund.